# Frank Wendling
Frank Edward Wendling (ur. 25 sierpnia 1897 w Buffalo, zm. 30 sierpnia 1966 tamże) – amerykański lekkoatleta, uczestnik igrzysk olimpijskich w Paryżu 1924.

## Występy na igrzyskach olimpijskich
Dzięki 3. miejscu w maratonie bostońskim w 1924 znalazł się w reprezentacji USA na igrzyska w Paryżu (1924). Brał udział w maratonie, który się odbył 13 lipca. Dystans 42,195 km przebiegł w czasie 3:05:09,8 zajmując 16. miejsce.

## Rekordy życiowe
- maraton – 2:37:41 (1924)